# Attentat de l'aéroport Houari-Boumédiène d'Alger
L'attentat de l’aéroport Houari-Boumédiène d'Alger est une attaque terroriste islamiste à la bombe perpétrée à l'aéroport d'Alger - Houari-Boumédiène le 26 août 1992 à 10 h 45. Le bilan définitif fait état de 9 morts et 128 blessés1.   

## Déroulement
Le 26 août 1992 à 10 h 45, une explosion se produit dans le hall central de l'aéroport d'Alger - Houari-Boumédiène. Quasi simultanément, une bombe explose à l'agence d'Air France au centre-ville d'Alger. Une autre bombe sera désamorcée dans les locaux algérois de Swissair.

## Enquête
L'attentat n'est pas revendiqué immédiatement. Par la suite, l'enquête met en cause le Groupe islamique armé : son « trésorier » Rachid Ramda, aussi connu sous les noms d'Abou Farès et d'Abdelkader Benouis, est condamné à mort par contumace pour sa participation à cet attentat.